# بيمرغ
بيمرغ (بالفارسية: بیمرغ) هي قرية تقع في قسم بسكلوت الريفي في إيران. يقدر عدد سكانها بـ 774 نسمة بحسب إحصاء 2016.